# Peperomia puteolifera
Peperomia puteolifera är en pepparväxtart som beskrevs av William Trelease. Peperomia puteolifera ingår i släktet peperomior, och familjen pepparväxter. Inga underarter finns listade i Catalogue of Life.